# Anthrenus fulvipes
Anthrenus fulvipes is een keversoort uit de familie spektorren (Dermestidae). De wetenschappelijke naam van de soort werd in 1821 gepubliceerd door Pierre François Marie Auguste Dejean.